# Moorcroft
Moorcroft is een plaats (town) in de Amerikaanse staat Wyoming, en valt bestuurlijk gezien onder Crook County.

## Demografie
Bij de volkstelling in 2000 werd het aantal inwoners vastgesteld op 807. In 2006 is het aantal inwoners door het United States Census Bureau geschat op 854, een stijging van 47 (5,8%).

## Geografie
Volgens het United States Census Bureau beslaat de plaats een oppervlakte van 2,9 km², geheel bestaande uit land. Moorcroft ligt op ongeveer 1288 m boven zeeniveau.

## Plaatsen in de nabije omgeving
De onderstaande figuur toont nabijgelegen plaatsen in een straal van 92 km rond Moorcroft.